# Slim Dusty

David Gordon "Slim Dusty" Kirkpatrick, född 13 juni 1927 i Nulla Nulla Creek väster om Kempsey i New South Wales, död 19 september 2003 i Sydney, var en australisk countrymusiker med en karriär som varade i över 60 år. Under sin karriär spelade han in 106 album för EMI.